# Empecta dewaillyi
Empecta dewaillyi är en skalbaggsart som beskrevs av Marc Lacroix 1989. Empecta dewaillyi ingår i släktet Empecta och familjen Melolonthidae. Inga underarter finns listade i Catalogue of Life.